# مكتبة مصر العامة
تعد منظومة مكتبات مصر العامة من أكبر المكتبات العامة في مصر ومن أفضلها على الإطلاق، فهي واحدة من المشروعات الثقافية الرائدة في مصر، وهي نتاج تعاون دولي مصري ألماني مشترك يضم وزارة الثقافة المصرية ممثلة في صندوق التنمية الثقافية، ومؤسسة برتلسمان الألمانية وهي مؤسسة أهلية ألمانية تعمل في مختلف مجالات الخدمة العامة بما فيها مجال المكتبات العامة، وجمعية مصر للثقافة وتنمية المجتمع (جمعية الرعاية المتكاملة سابقاً) وهي مؤسسة أهلية مصرية.

## تاريخ
وتم افتتاح الفرع الرئيسي بالجيزة يوم الإثنين 21 مارس 1995 ومنذ هذا التاريخ وتضطلع المكتبة بمفهوم جديد في تقديم الخدمات المكتبية لمجموعة كبيرة من السكان بمصر، وقد انعكس هذا التفاعل الإيجابي بين المكتبة والجمهور.
يقع مبنى المكتبة في مكان متميز يطل على النيل بحي الدقي بمحافظة الجيزة، كما أنه يتميز بقربه من جامعة القاهرة والكليات التابعة لها والمعاهد العليا والمتاحف الفنية والمدارس الابتدائية والإعدادية الخاصة والحكومية.
ويقع المبنى في ثلاثة طوابق على مساحة 600 متر مربع، تحيطه حديقة مزدهرة على مساحة 2000 متر مربع، وهو في الأصل «فيلا» مميزة ذات طراز معماري خاص، وقد تم تهيئتها لكي تفي بحاجة المكتبة، من حيث المساحات المناسبة للقاعات، وكفاءة التهوية والتكييف، وجودة الإضاءة بالاعتماد على الإضاءة الطبيعية، والأثاث المناسب من ناحيتي الشكل والأداء.

## أهداف المكتبة وفلسفتها
منذ افتتاح مكتبة مصر العامة وتعتمد فلسفتها على وضع المستفيد في أولويات اهتمامها، وتوجيه أنشطة المكتبة ووسائلها الثقافية لتلبية احتياجات المستفيدين بعد قياس احتاجاتهم.
ويمكن تلخيص أهداف المكتبة في الأهداف التالية:-
- تشجيع الأفراد من جميع الأعمار والطبقات الاجتماعية لتنمية معارفهم والاستفادة من المواد الثقافية المتاحة بالمكتبة.
- إتاحة أوعية معلومات (الكتب، المجلات، المواد السمع بصرية مثل الفيديو وغيرها) تواكب الاهتمام بالتعليم الذاتي.
- فتح قنوات للأنشطة الثقافية والتسلية.
-إنشاء والحفاظ على نموذج للمكتبة العامة التي يقبل عليها المستفيدين والموجهة وفق احتياجاتهم في مصر، ونقل تلك الخبرات للمسئولين عن المكتبات العامة الأخرى.
-التعاون مع مؤساسات المجتمع الثقافية والتعليمية للارتقاء بمهارات استخدام الحاسب الآلي والإنترنت وتنميتها لدى مختلف فئات المجتمع.

## مبنى المكتبة الرئيسية وتجهيزاته
يقع مبنى مكتبة مصر العامة في مكان متميز يطل على النيل بحي الدقي بمحافظة الجيزة، كما أنه يتميز بقربه من جامعة القاهرة والكليات التابعة لها والمعاهد العليا والمتاحف الفنية والمدارس الابتدائية والإعدادية الخاصة والحكومية.
ويقع المبنى في ثلاثة طوابق على مساحة 600 متر مربع، تحيطه حديقة مزدهرة على مساحة 2000 متر مربع، وهو في الأصل «فيلا» مميزة ذات طراز معماري خاص، وقد تم تهيئتها لكي تفي بحاجة المكتبة، من حيث المساحات المناسبة للقاعات، وكفاءة التهوية والتكييف، وجودة الإضاءة بالاعتماد على الإضاءة الطبيعية، والأثاث المناسب من ناحيتي الشكل والأداء.

## الفهرس الآلي للمكتبة
تستخدم مكتبة مصرالعامة النظام الآلي المتكامل للمكتبات «سيمفوني» وهو نظام معياري عالمي متعدد اللغات يسمح باستخدام اللغة العربية بجانب اللغة الإنجليزية. يتيح النظام عددًا من الوظائف المكتبية مثل التزويد والفهرسة وضبط الدوريات والتقارير، وأهمها وظيفة البحث في فهرس المكتبة على الخط المباشر والمعروفة بـ «أوباك OPAC».Online Public Access Cataloging 
ويستطيع المستفيد استخدام الفهرس الآلي للمكتبة من داخل المكتبة أو من أي مكان في العالم من خلال موقع المكتبة على شبكة الإنترنت: www.mpl.org.eg. ويستخدم الباحث في العادة فهرس المكتبة للبحث عن عنوان معين أو عن وعاء لمؤلف معين أو الأوعية المتاحة بالمكتبة لأحد المؤلفين، أو الأوعية المتاحة في أحد الموضوعات... الخ.
يقوم الباحث بكتابة المصطلح المطلوب في المكان المخصص، يكون المصطلح إمّا كلمة مفتاحية Key Word أو رأس موضوع Subject Heading أو اسم المؤلف Author Name أو عنوان الوعاء Title أو بيانات النشر Publishing أو رمز التصنيف Classification. كما يتيح البحث المركب استخدام أدوات البحث المنطقي Or, And, Not وغيرها من أدوات الربط الأكثر تعقيدًا. بعد إدخال مصطلح البحث وطلب التنفيذ يظهر أمام الباحث قائمة مختصرة ببيانات الأوعية المتاحة بالمكتبة، تتضمن هذه القائمة رقم الطلب، وعنوان الوعاء، واسم المؤلف، وبيان موقف إعارة (الوعاء) الكتاب أو الإسطوانة المدمجة، وموعد انتهاء مدة استعارته وإعادته للمكتبة، وعند اختيار التفاصيل الكاملة للوعاء تظهر باقي البيانات وتتضمن رقم الطبعة، وبيانات النشر (مدينة النشر، اسم الناشر، وتاريخ النشر)، وعنوان السلسلة، ومكان وجود الوعاء (المكتبة الرئيسية، أو الفرعية، أو كليهما)، والمصطلحات الموضوعية الدالة على الكتاب، وبيانات النُسخ وموقف إعارة كل نسخة.(12)

## فروع المكتبة

### فروع القاهرة الكبرى
1- الفرع الرئيسى بالجيزة - الدقى: الدقى -4 ش جمال حمدان من شارع النيل 21 مارس 1995.
2- فرع الزيتون: 4 ش عمر المختار - امام مركز شباب الأميرية 23 مارس 1999.
3- فرع الزاوية الحمراء: 31 مارس 2014.

### الفروع الإقليمية
4-فرع الوادي الجديد: 16 أكتوبر 2003.
5- فرع بورسعيد: 22 مارس 2004.
6- فرع المنصورة: 26 يونيو 2005.
7- فرع دمياط: 8 أبريل 2005.
8- فرع الغردقة: 23 أغسطس 2005.
9- فرع الأقصر: 19 مايو 2007.
10- فرع دمنهور: 7 مايو 2009.
11- فرع الإسماعيلية: 24 يونيو 2010.
12- فرع الزقازيق: أكتوبر 2012.
13- فرع بنها:24 فبراير 2013.
14- فرع مرسي مطروح 24 مارس 2015
15ـ فرع سيوة: 23نوفمبر2022
16- فرع المنيا: 28 مايو 2016

### فروع جاري تجهيزها
```
فرع أسيوط فرع دمنهور 2 فرع بور فؤاد فرع كفر الزيات
```